# Ulf Mayer
Ulf Mayer (* 25. Mai 1926 in Kalwang; † 22. Juni 2018 in Graz) war ein österreichischer Bildhauer. Seine Frau war die akademische Malerin Edith Mayer-Hammer (1926–2011).

## Leben und Wirken
Ulf Mayer wurde am 25. Mai 1926 in der Gemeinde Kalwang im Liesingtal geboren, wuchs aber in Weißenbach an der Enns, nahe der Grenze zu Oberösterreich, auf. Seine Schulausbildung absolvierte er unter anderem am Gymnasium im knapp 40 Kilometer entfernten Waidhofen an der Ybbs in Niederösterreich. In den Jahren 1944 und 1945 versah er seinen Wehrdienst, den er jedoch aufgrund einer Verwundung vorzeitig beenden musste, was wiederum zu einer intensiven Beschäftigung mit dem Thema Krippendarstellung in ihrer künstlerischer Ausformung führte. Von 1946 bis 1948 besuchte Mayer die Meisterschule für Holz- und Steinbildhauerei in Graz, wo er unter anderem von Walter Ritter oder Alexander Silveri unterrichtet wurde und unter anderem Erich Unterweger einer seine Schulkameraden war. Hier wurde er bei Rudolf Szyszkowitz auch im Aktzeichnen ausgebildet. Nach seinem erfolgreichen Abgang von der Schule studierte er von 1948 bis 1952 Bildhauerei an der Akademie der bildenden Künste Wien, an der er auch sein Diplom als Akademischer Bildhauer erhielt. In Wien lehrten ihn unter anderem Fritz Wotruba oder Herbert Boeckl, der den Abendakt unterrichtete.
Ab 1952 trat Mayer daraufhin als freischaffender Bildhauer in Graz lebend in Erscheinung. In den Anfangsjahren seiner Karriere entstanden Auftragsarbeiten in Form von Großplastiken, Reliefs oder Brunnen. Weiters arbeitete er auch an Raumgestaltungen im öffentlichen und privaten Raum der Steiermark in den Materialien Stein (dabei vor allem mit Salla-Marmor aus dem Steinbruch in Salla), Beton, Kunststein, später auch Keramik in und an Amtsgebäuden, Schulen und Vorplätzen. Anfangs war Mayer thematisch von den Nachkriegsjahren und zahlreichen kirchlichen Aufträgen geprägt. Vor allem ab Mitte der 1950er Jahre entstanden zahlreiche Arbeiten und Skulpturen im sakralen Bereich. Noch heute finden sich groß- und kleinformatige Arbeiten in diversen Materialien an und in Sakralbauten und karitativen Einrichtungen in Graz und der übrigen Steiermark. Ebenfalls Mitte der 1950er, genauer gesagt im Jahre 1954, gründete er eine Familie mit Edith Mayer-Hammer (1926–2011), einer akademischen Malerin, aus deren Ehe drei Kinder hervorgingen, von denen sich allesamt in einem künstlerischen Beruf verwirklichen. Das älteste Kind, die 1955 geborene Tochter Michaela († 2018), wurde Kostümbildnerin und war als solche auf diversen Bühnen im deutschen Sprachraum vertreten. Im Jahre 1958 wurde der Sohn Julian, ein späterer Bühnenbildner und Lehrbeauftragter, geboren und im Jahre 1967 folgte der Sohn Daniel, ein späterer Komponist. Noch während seiner Anfangszeit füllten sich Ateliers und Gärten in Graz-Wetzelsdorf, in denen Kleinplastiken Mayers in verschiedenen Materialien wie Holz, Ton oder Bronze zu finden waren. Bereits war die aufkommende Experimentierfreude Ulf Mayers in Materialien deutlich wahrzunehmen.

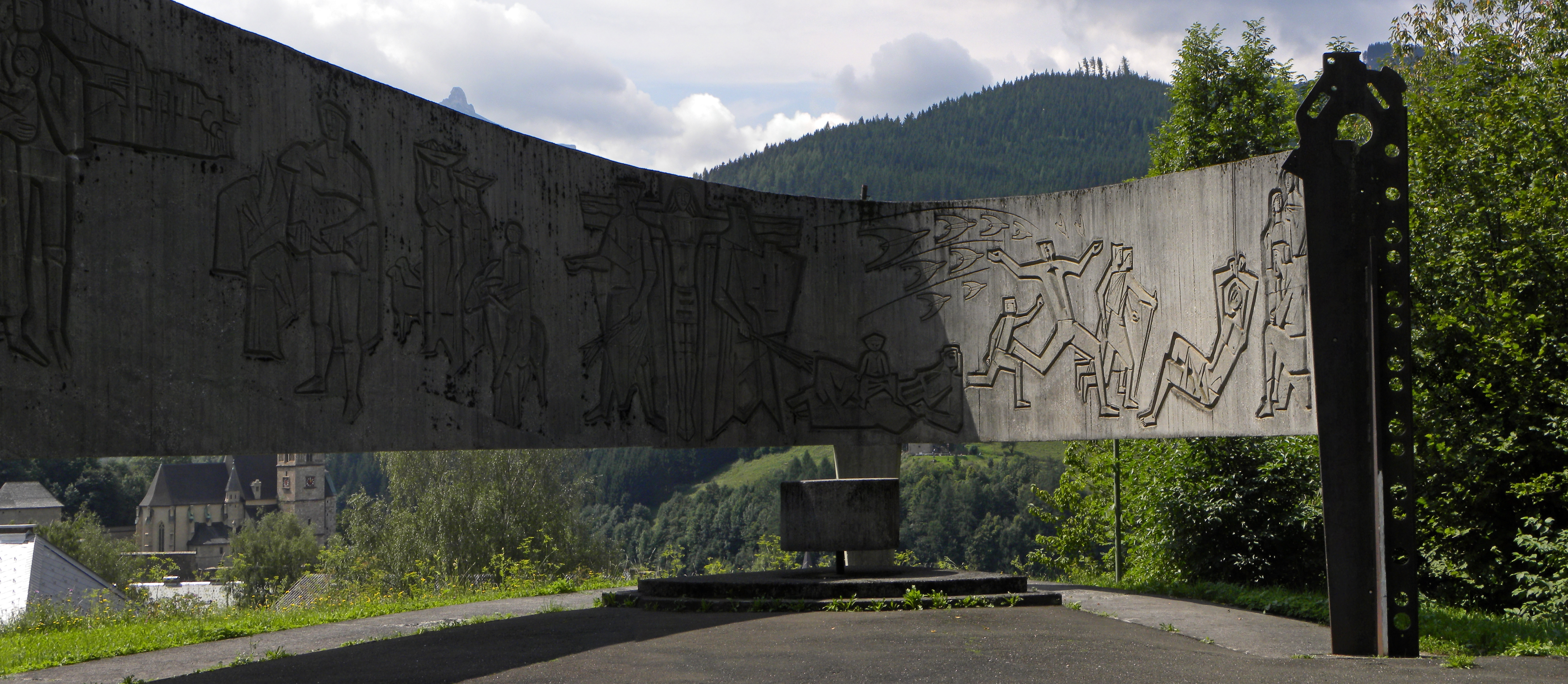
Das heute in Eisenerz; ein Werk aus dem Jahr 1962.

An der Seite seiner Gattin arbeitete er in der Nachkriegszeit im Zuge von „Kunst am Bau“ an Mosaiken und Kriegsmahnmalen. In der inhaltlichen und künstlerischen Interpretation des „Kriegerdenkmals“ vollzieht sich die Wandlung zum „Mahnmal gegen Krieg“. Dies drückte er auch mit der im Jahre 1962 entstandenen ausdrucksstarken Parabel in Stampfbeton mit einer Länge von 28 Metern in Eisenerz aus. Über einen Zeitraum von 28 Jahren trat er von 1961 bis 1988 an der HTL Ortweinplatz als Lehrer für Plastische Formgebung, Malerei und Kunstgeschichte in Erscheinung. Durch finanzielle Absicherung wurde ihm auch das Experimentieren in neuen Materialien und Gestaltungstechniken in der Großplastik ermöglicht. Ab dem Jahre 1970 führte die intensive Beschäftigung mit keramischen Techniken und deren Realisierung im eigenen Keramikofen in den nachfolgenden 17 Jahren zur Entstehung von keramischen Großplastiken im öffentlichen Raum, die in Österreich als einzigartig gelten. Ab 1980 wendete er sich wieder vermehrt dem Werkstoff Holz zu und kreierte neben skulpturale Sitzmöbeln auch dramatischen Skulpturen mit bis zu 2,70 m Höhe und diverse andere Objekte aus Holz.
Das humanitär geprägte künstlerische Schaffen Ulf Mayers ist eng mit seinem Engagement in soziokulturellen Bereichen verbunden. Nach mehreren Jahren als Mitglied des Steiermärkischen Kunstvereins Werkbund, wechselte er mit seiner Gattin Edith zur Vereinigung Bildender Künstler Steiermarks, deren Präsident er auch von 1978 bis 2002 war. In den Jahren 1979 bis 1994 gelangten auf Initiative Mayers Krippen, die von bildenden Künstlern gestaltet wurden, zur „Feierstunde im Advent“ der Stadt Graz zur Präsentation. Danach wurden diese Krippen dem Grazer Stadtmuseum als Geschenk übergeben. Im Jahre 1991 erfolgte die Installation eines Holzbildhauersymposions im Rahmen des Festivals St. Gallen in der Steirischen Eisenwurzen, das in dieser Konstellation dreimal in Burgruine Gallenstein stattfand.
Seit etwa 1969 ist das Thema Krippe ein großer thematischer Schwerpunkt im Schaffen Mayers, nachdem er sich rund 25 Jahre davor erstmals intensiv mit dem Thema Krippendarstellung beschäftigt hatte. Dabei schuf er Krippen in allen Arten von Holz, aber auch in Terrakotta oder glasiertem Steinzeug. Jährliche überregionale Ausstellungen zum gegebenen Anlass geben Zeugnis von Mayers Kreativität beim Schaffen verschiedener Krippen. Seine Krippen stellte er dabei im In- und Ausland aus, darunter unter anderem im RELíGIO – Westfälisches Museum für religiöse Kultur oder bei Jahres- und Sonderausstellungen des Kunstvereins Werkbund und der Vereinigung Bildender Künstler im Künstlerhaus, sowie im Steirischen Raum. Im Jahre 2008 gab Ulf Mayer im Eigenverlag einen Bildband mit dem Titel Weihnachtskrippen heraus, welches das umfassende Werk der Krippendarstellung Ulf Mayers dokumentiert. Am 15. September 2011 starb seine Frau 85-jährig in ihrer Heimatstadt Graz. Im Oktober 2016 fand anlässlich der 90. Geburtstage von Ulf Mayer und Alfred Zeitlinger eine Jubiläums-Vernissage mit Arbeiten der beiden Künstler in der Arkadengalerie der Grazer Herz-Jesu-Kirche statt. Im Dezember 2017 beteiligte sich Mayer noch an der Jahresausstellung der Vereinigung Bildender Künstler Steiermarks und war bis zu seinem Tod ein Jurymitglied der Vereinigung.
Am 22. Juni 2018 starb Mayer im Alter von 92 Jahren in seinem Haus in Graz.

## Kunstwerke im öffentlichen Raum (Auftragsarbeiten; Auswahl)

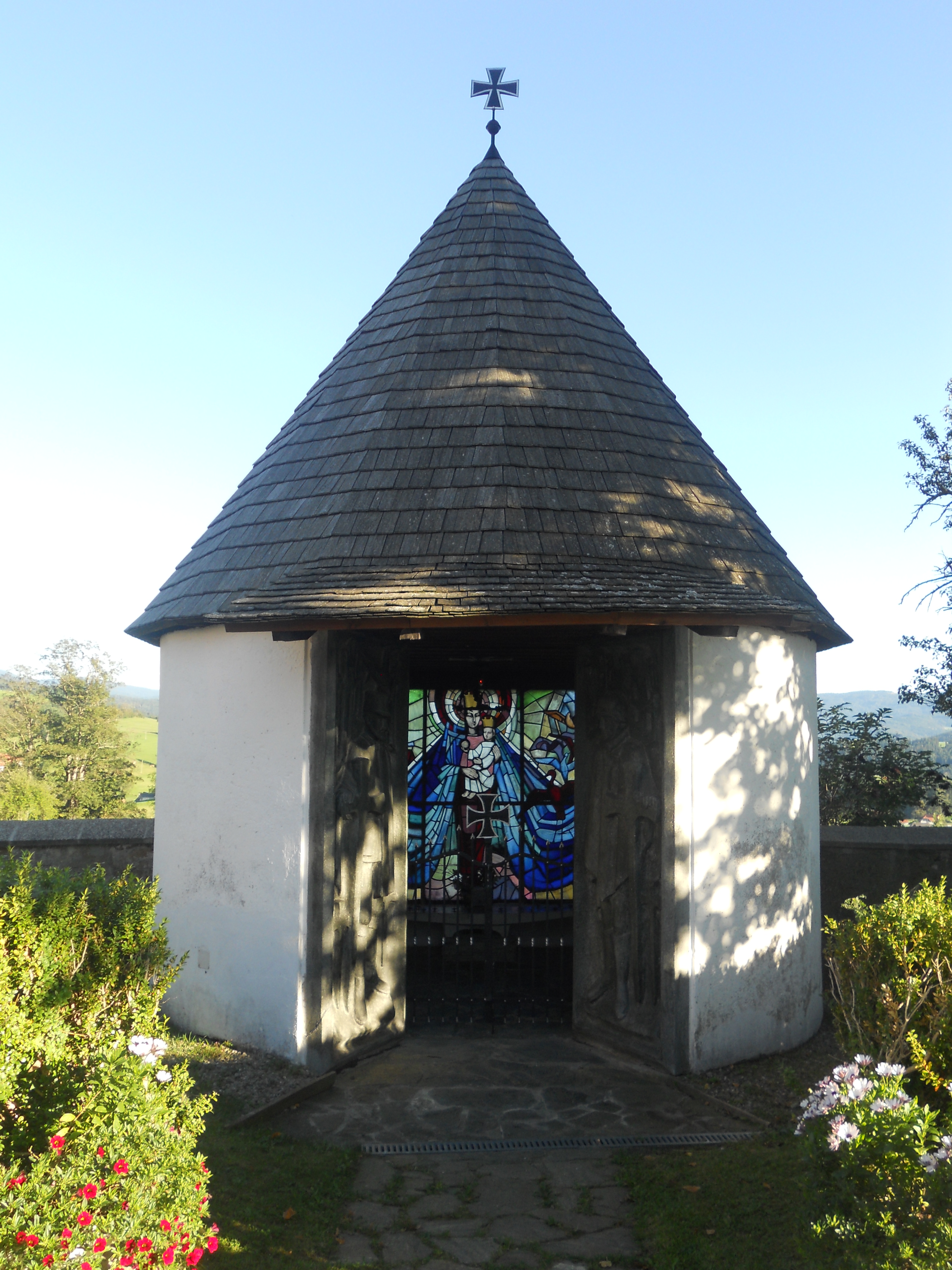
Das heute in Mariahof; ein gemeinsames Werk der zu diesem Zeitpunkt Frischvermählten aus dem Jahre 1954.

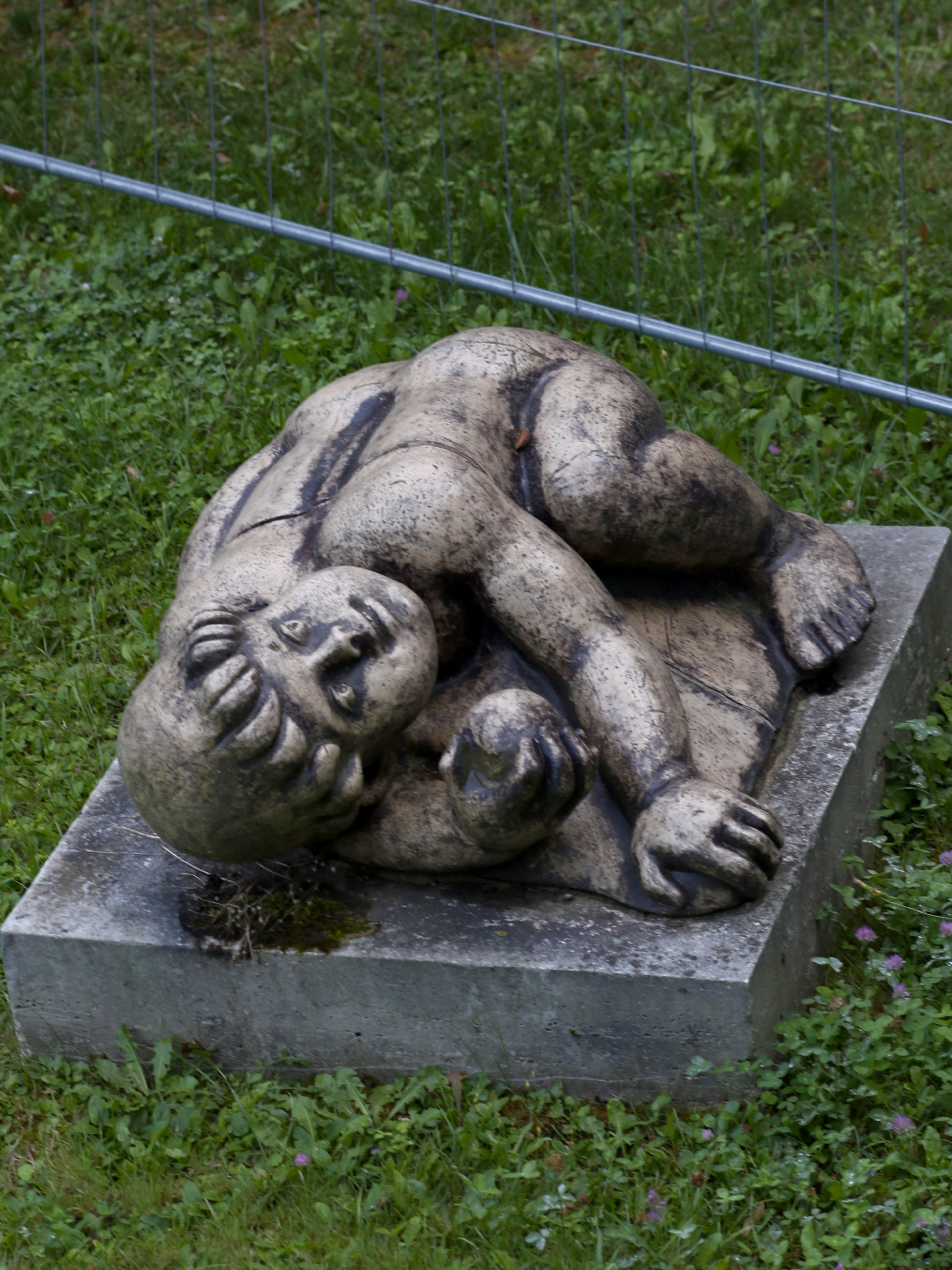
Eine der drei Skulpturen „Drei Kinder“ vor der Universitätskinderklinik des LKH Graz

- 1954: Kriegerdenkmal Maria Hof/St. Lambrecht im Murtal; 2 Reliefs, Glasfenster (Edith Mayer-Hammer)
- 1954: Volksschule Leoben/Leitendorf; Bodenmosaik und Trinkbrunnen (Kunststein)
- 1955: Stadtbauamt Graz: Rathaus – Trauungssaal; „Zwei Menschen“ (Skulptur aus Kunststein, Höhe: 0,80 m)
- 1956: Agrarbezirksbehörde: Amtsgebäude Stainach; (1,40 m × 4,30 m; 0,90 × 2,00 m)
- 1956: Wohnbau Wien XIX, Hutweidengasse; Keramikmosaik mit Schwanenmotiv
- 1956: Steiermärkische Landesregierung: Landesturnhalle Graz; Trinkbrunnengestaltung aus Kunststein und Keramikmosaik (Edith Mayer-Hammer)
- 1956: Wohnhausanlage Wien XII, Hetzendorferstrasse 43–45; Künstlerische Fassadengestaltung, Relief aus Betonschnitt
- 1957: Landesbauamt (Arbeitsamt/AMS) Graz, Babenbergerstraße 33–35; 2 Flachreliefs im Eingangsbereich (Naturstein)
- 1958: Stadtbauamt Judenburg; Kriegsmahnmal – 2 Reliefs (Salla-Marmor, jeweils 2,40 m × 2,40 m)
- 1958: Wohnhaus (Wiederaufbaufonds)-Anlage Griesplatz 28–29, Graz; Brunnenskulptur „Mädchen mit Wasserspiel“ (Salla-Marmor, 1,20 m × 0,80 m × 2,00 m)
- 1959: Gemeinde Vorau, Marktplatz; Brunnengestaltung (Trog mit Reliefband aus Salla-Marmor; 2,00 m × 0,80 m × 0,60 m)
- 1959: Steiermärkische Landesregierung: Büsten bedeutender Persönlichkeiten des steirischen Kultur- und Geisteslebens:
  - 1. „Erzherzog Johann“, BH Liezen (Bronze, Höhe: 0,50 m, verschollen)
  - 2. „Peter Tunner“, Grazer Burg, 2. Burghof, Hofgasse 13–15 (Höhe: 0,50 m)
- 1960: Bundesministerium für Handel und Wiederaufbau: Frauenoberschule Graz, St. Peter (heute Schulzentrum St. Peter), Pausenhof; „Karyatiden“ (Skulptur aus Fiori-Montana-Marmor; 1,40 m × 1,30 m × 2,00 m)
- 1961: Bundesgymnasium Graz, Theodor-Körner-Straße (heute BG und BRG Carnerigasse); „Generationen“ (Skulptur, heller Kunststein, 1,20 m × 1,10 m × 2,20 m)
- 1962: Stadtamt Eisenerz: „Kriegsmahnmal“ (Parabelförmiges Relief und Glockenturm; Stampfbetonunikate 28 m × 4 m)
- 1968: Bundesministerium für Unterricht und Kunst, Ankauf: „Madonna“ (Steinzeugkeramik, Höhe: 0,95 m)
- 1969: Gemeinnützige Wohnungsgenossenschaft, Wohnhausanlage Liebenauer Hauptstraße 289; „Schönere Zukunft“, „Christophorus“ (Steinzeugkeramik, Höhe: 2,75 m)
- 1971: Neubau der Universitätskinderklinik des Landeskrankenhauses Graz, Auenbruggerplatz 30, Hof; „Drei Kinder“ (3 Skulpturen, Steinzeugkeramik, überlebensgroß)
- 1972: Privater Auftraggeber (Stenzel); Hausfassadengestaltung durch glasierte Keramik (Relief)
- 1975: Straßen- und Brückenbauamt: Neubau der Nusserbrücke St. Gallen; Brückenkunstwerk (Beton und glasierte Keramik; 2,00 m × 0,50 m × 2,50 m)
- 1976: Landespflegeheim Kindberg; Künstlerische Ausstattung des Festsaals (Keramische Wandgestaltung; 6,00 m × 2,60 m)
- 1979: Wohnhausanlage Stanglmühlstraße, Graz-Liebenau; „Schönere Zukunft“, „Denkmal für Josef Krainer“( Beton und glasierte Keramik; Höhe: 5 m)
- 2006: Steirische Landesausstellung (Wege zur Gesundheit) in Bruck an der Mur; Beckenskulptur (interaktive Skulptur in Kooperation mit Otto Fleiss)

## Skulpturen im sakralen Bereich (Auswahl)
- 1955: Münzgrabenkirche, Münzgrabenstraße 61; Gestaltung der Westempore und Kanzel (Relief aus rotem Kunststein)
- 1957: Pfarrkirche Maria Himmelfahrt; Konvent der Franziskaner, Franziskanerplatz 14, Graz; (Tabernakel)
- 1957: Kongregation der Schwestern von der Unbefleckten Empfängnis in Vorau (dann Priesterseminar in Graz); „Immakulata“ (Holzskulptur, Kupfer versilbert, Höhe: 1,73 m)
- 1960: Diözese Graz/Rektorat der Stiegenkirche, Sporgasse 21–23, Graz (derzeit Sakristei der Stiegenkirche); „Kruzifix“ (Lindenholz, Höhe: 2,50 m)
- 1961: Kirchenbau Rohrbach an der Lafnitz; „Tabernakel mit Korpus“ (Stein), 6 Leuchter (versilbert), „Ewiges Licht“, Flachrelief an der Kanzel
- 1961: Rupertikirche in Hohenrain / Lustbühel, Rupertstraße 121; Altarkruzifix, Ewiglicht-Taube, Tabernakel
- 1965: Kirche „St. Christoph“ in Thondorf, Liebenauer Hauptstraße 289; „Kruzifixus“ (Korpus aus Holz)
- 1967: Caritas-Heim Schönaugasse, Graz (Borromäum); Messkapelle (Frauenhelferinnenschule), „Kruzifix“ (Birnenholz), „Madonna“ (Terrakotta), Tabernakel
- 1972: Schulschwestern Eggenberg, Graz; Kreuzweg (Keramik), Krippe (Terrakotta), „Thronender Christus“
- 1976: St. Jakobskirche Klingenbach (Burgenland); „Kreuzweg“ Stationen aus glasierter Keramik
- 1977: Pfarrkirche St. Andreas, Draßmarkt (Burgenland); „Kreuzweg“-Stationen aus glasierter Keramik
- 1989: Pfarrkirche St. Elisabeth, Webling, Werktagskapelle, Glesingerstraße 36, Graz; „Kreuzigung mit Schächern“ (Lindenholz, gefasst)
- 1989: Krankenhaus der Barmherzigen Brüder Graz-Eggenberg; „Johannes von Gott“, Außenrelief (Steinzeugkeramik; Höhe: 2,75 m)
- 1990/91: Pfarrkirche St. Vinzenz, Kapelle der Barmherzigkeit, Vinzenzgasse 42, Graz; Altar und Tabernakel (Lindenholz)

## Krippenausstellungen (Auswahl)
(seit 1994 – als Personale, wenn nicht anders angegeben)
- 1994: Bildungshaus St. Martin, Graz
- 1999: Pfarre Kalvarienberg, Graz
- 2002: Forstmuseum Silvanum, Großreifling
- 2002: Advent in St. Gallen
- 2002: Votivkirche, Wien – Beteiligung
- 2004: Cellarium, Stift Rein
- 2004: Österreichisches Museum für Volkskunde, Wien
- 2005/06: Kunsthalle Leoben
- 2006: Schutzengelkirche, Graz-Eggenberg („Engel“)
- 2007: Pfarrkirche, Wagna bei Leibnitz
- 2007: Volks- und Hauptschule, Weißenbach an der Enns
- 2008: Hofgalerie des Raiffeisenhofs, Graz
- 2009: Die Kramerkrippe, Ravascletto (Italien)
- 2010: Krypta des Klosters der Karmeliter, Linz
- 2011: Diözesanmuseum, Graz – Beteiligung „Wege zum Licht“

## Auszeichnungen
- Silberne Fügermedaille der Akademie der bildenden Künste Wien
- Silberne Medaille der Stadt Graz
- 2007: Großes Goldenes Ehrenzeichen des Landes Steiermark[7]
- 2006: Österreichisches Ehrenkreuz für Wissenschaft und Kunst I. Klasse

## Dokumentationen und Publikationen
- Kataloge der „religio I“ und „religio II“
- Vorstellung in „steirische berichte“ 6/1961 (von Erich Gschwendt)
- „Kunst und Künstler in der Steiermark“ (von Rudolf List), Oberösterreichischer Landesverlag, Ried im Innkreis 1967
- „Der Krippenfreund“, diverse Ausgaben
- Kataloge der Vereinigung Bildender Künstler Steiermarks (1978–2002)
- Ulf und Edith Mayer: Steirische Bildnisse in „steirische berichte“ 4/1990 (von Heribert Schwarzbauer)
- Ulf Mayer: Weihnachtskrippen, Eigenverlag, Graz 2008
- Sichtbare Spuren der Vereinigung Bildender Künstler Steiermarks im Öffentlichen Raum, Bilderlexikon, 2012